# Стефан Закалински
Стефан Закалински (на латински: Stephanus Zakalinszky, на унгарски: Zakalnici István, Stefan Zacalnizi) е унгарски римокатолически духовник, прелат на Римокатолическата църква.

## Биография
Закалински е капелан и каноник в Егер при архиепископ Миклош Олах. От 1552 година до 1564 година е каноник на Естергомската архиепархия. Същевременно е архидякон в Шашвар. На 3 август 1554 година е назначен за титулярен скопски епископ и назначен за викарен епископ на Егерската епархия . В 1555 година става архидякон на Барш. На 14 октомври 1559 година успоредно става абат на Таполка.
Умира в Надсомбат около 1564 година.